# Česko Slovenská SuperStar (3. řada)
Třetí řada Česko Slovenské SuperStar, známé spíš jako SuperStar, se začala vysílat 10. února 2013 a skončila 2. června 2013. V porotě zasedla poprvé Ewa Farna, porotce z prvního a druhého ročníku show Česko hledá SuperStar Ondřej Soukup a jako jediný z předchozího ročníku se vrátil Pavol Habera. Ewa Farna a Ondřej Soukup nahradili porotce Gabrielu Osvaldovou, Helenu Zeťovou a Rytmuse z předchozího ročníku. Poprvé v dějinách Česko Slovenské SuperStar se v porotě objevili pouze tři porotci. Ve třetím ročníku byli vyměněni také moderátoři. Leoše Mareše nahradila moderátorka z pořadu Snídaně s Novou Zorka Kepková a zpěvačku Tinu nahradil slovenský moderátor Telerána Roman Juraško.
Třetí řada měla poprvé pouze jedno semifinálové kolo, ale více finálových kol. Další novinkou bylo, že se rozhodnutí konalo ještě ten samý večer, tedy v neděli po odvysílání hlavní show. Ve třetí řadě poprvé finalisté SuperStar bydleli v SuperVile, kde společně trávili dobu celé soutěže, dříve pobývali na hotelu. Vilu snímaly kamery, které umožňovaly divákům sledovat soutěžící na oficiálních stránkách SuperStar. Finálové večery se vysílaly z barrandovských ateliérů v Praze.
Možnost divoké karty byla využita v semifinále, kde porotci zachránili Sabinu Křovákovou a Terezu Mandzákovou, mezi kterými mělo rozhodnout divácké hlasování.
Dne 2. června 2013 rozhodli diváci, že třetí SuperStar se stala Sabina Křováková, která zároveň vyhrála sto tisíc eur, zájezd pro dva na Ibizu a možnost vydat své první album.

## Obsazení

### Moderátoři
Zpěvačka Tina, která v moderátorské dvojici vyměnila známou slovenskou moderátorku Adelu Banášovou, potvrdila, že v nové SuperStar se již neobjeví. Důvodem bylo zpěvaččino těhotenství. Dne 29. listopadu 2012, server tn.cz, který patří pod TV Nova, zveřejnil jména moderátorů. Na místo Leoše Mareše se objevila moderátorka z pořadu Snídaně s Novou Zorka Kepková a za Tinu se postu zhostil také moderátor ranního pořadu, ale slovenské verze Teleráno Roman Juraško.

### Porota
Televize slibovaly, že se sestava celé SuperStar změní. Dne 5. listopadu 2012, vydala TV Nova oficiální zprávu, že zpěvačka Ewa Farna se objeví v porotě třetího ročníku ČS SuperStar. Dne 20. listopadu 2012 zveřejnila TV Nova dalšího porotce, kterým se stal Pavol Habera, který do poroty zasedl již potřetí v řadě. Dalším porotcem se stal skladatel Ondřej Soukup, jehož nástup TV Nova oznámila 26. listopadu 2012. Soukup již byl dvakrát porotcem soutěže, a to ještě v české verzi Česko hledá SuperStar, kde se dokonce objevil po boku své ex-manželky Gábiny Osvaldové. Dne 30. listopadu 2012 TV Nova uvedla, že složení poroty Ewa Farna, Pavol Habera a Ondřej Soukup je kompletní.

## Castingy
Koncem října byly oznámeny termíny castingů. Oficiálních castingů bylo celkem šest, tři v Česku a tři na Slovensku. TV Nova také pobízela nezpívající obyvatele, aby přihlásili své známé, kteří umí zpívat a myslí si, že mají na to postoupit až do TOP 15. Pokud by se tak stalo, vyhrál by ten, kdo danou osobu přihlásil, finanční odměnu v hodnotě 25 000 českých korun. V prvním díle televize oznámily, že se do soutěže přihlásilo přibližně 8 000 soutěžících.
| Datum konání          | Město           | Stát      | Místo konání                                            | Ref.   |
| --------------------- | --------------- | --------- | ------------------------------------------------------- | ------ |
| 10. listopad 2012     | Košice          | Slovensko | Double Tree by Hilton Hotel Košice, Hlavná 1            | [ 13 ] |
| 11. listopad 2012     | Banská Bystrica | Slovensko | Hotel LUX BB, Námestie Slobody 2                        | [ 13 ] |
| 17. listopad 2012     | Ostrava         | Česko     | Dům kultury Akord Ostrava, Náměstí SNP 1 Ostrava Zábřeh | [ 14 ] |
| 18. listopad 2012     | Brno            | Česko     | Brněnské výstaviště, Kongresové centrum, Výstaviště 1   | [ 14 ] |
| 1. prosinec 2012      | Bratislava      | Slovensko | Radisson Blu Carlton Hotel, Hviezdoslavovo nám. 3       | [ 15 ] |
| 15.–16. prosinec 2012 | Praha           | Česko     | Hotel Clarion, Freyova 33                               | [ 14 ] |

### Roadshow
Součástí nové éry SuperStar byla i tzv. Roadshow, kdy byli z různých částí Česka a Slovenska sváženi ti nejlepší. Jednou z částí byl SuperStar Express, který odvezl soutěžící z Ostravy a Brna na pražský casting. V expressu se objevil i Ben Cristovao, bývalý finalista zcela první mezinárodní verze SuperStar, který dělal průvodčího. Další část byl SuperStar autobus za přítomnosti finalisty druhé řady mezinárodní SuperStar Martina Haricha, který svážel lidi z Košic a Banské Bystřice na casting do Bratislavy.

### Divoké karty

#### Super.cz
Dne 11. ledna 2013 se konala v Praze v COCO Café Disco Baru Super Párty: Ewa Farna hledá SuperStar, kterou pořádala TV Nova, TV Markíza a Super.cz. Bylo zde možno vidět natáčení SuperStar, kde bojovalo pět soutěžících o Divokou kartu Super.cz. Toho nejlepšího pak vybrala porotkyně Ewa Farna. Vítězkou se stala Michaela Grohmanová.

#### Fajn rádia a Hitrádia
Souboj o divokou kartu Fajn rádií a Hitrádií probíhal ve třech kolech v termínu od 14. listopadu 2012 do 19. prosince 2012. V prvním termínu od 14. listopadu do 7. prosince 2012 probíhaly registrace účastníků, v druhé kole od 10. prosince až do 14. prosince 2012 vybrala odborná porota Tomáš Zástěra, Tomáš Novotný, Igor Timko 5 finalistů, kterým organizátor natočil profesionální audio nahrávku. V rámci druhého kola rovněž proběhla doprovodná soutěž Trumfni finalistu Divoké karty, ve které měli posluchači možnost vyřadit účastníka finálové 5 tím, že překonali jeho pěvecký výkon v živém vysílání. V posledním třetím kole, které probíhalo od 17. prosince do 19. prosince 2012, vybral Pavol Habera vítěze, kterým se stal Johny.

#### Divoká karta Gabriely Gunčíkové
Dne 6. ledna 2013 se v Herlíkovicích ve ski areálu konal speciální casting SuperStar. Soutěžící zazpívali a ti nejlepší se střetli ve večerním finále. Porotci byli moderátoři SuperStar Zorka Kepková s Romanem Juraškem a finalistka Česko Slovenské SuperStar 2011 Gabriela Gunčíková. Výherce získal Divokou kartu. Vítězem divoké karty Gabriely Gunčíkové se stala Simona Terčáková.

### Druhá šance
V průběhu castingů byli vybráni tři, které porota neposlala dál. Dostali však druhou šanci, a to prostřednictvím internetového hlasování, ve kterém rozhodli fanoušci, který z nich postoupí dál. Jednalo se o Anetu Poláchovou, Miroslava Sýkoru a Milana Horváta. V hlasování zvítězila a fanoušci dále poslali Anetu Poláchovou. Hlasování začalo 7. ledna 2013 a skončilo 11. ledna 2013 v 11 hodin.

## Semifinále
Semifinále mělo premiéru 17. března 2013. V semifinále zazpívalo celkem 16 semifinalistů. Původně jich mělo být pouze 15, ale o patnácté místo v semifinále se rozhodovalo mezi Sabinou Křovákovou a Terezou Mandzákovou. Která z nich patnácté místo obsadí rozhodovali diváci pomocí SMS hlasování, nakonec však při živém přenosu v televizi se porota rozhodla využít divokou kartu, kterou může využít po celou dobu soutěže pouze jednou, aby si zazpívali v semifinále obě. Divácké rozhodnutí se nezveřejnilo. Soutěžící se v semifinále předvedli s písní, kterou si sami vybrali. Vyřazeni byli dva soutěžící české národnosti a dva slovenské národnosti (vždy jeden chlapec a jedna dívka).
| Pořadí | Soutěžící            | Skladba                                     | Rozhodnutí    |
| ------ | -------------------- | ------------------------------------------- | ------------- |
| 1      | Ladislava Maníčková  | „Read All About It“ — Emeli Sandé           | Nepostupující |
| 2      | Jaroslav Smejkal     | „Locked Out Of Heaven“ — Bruno Mars         | Postupující   |
| 3      | Martin Šafařík       | „Use Somebody“ — Kings Of Leon              | Postupující   |
| 4      | Kristína Debnárová   | „The One That Got Away“ — Katy Perry        | Postupující   |
| 5      | Jan Zamec            | „Russian Roulette“ — Rihanna                | Nepostupující |
| 6      | Veronika Stýblová    | „One Night Only“ — Jennifer Hudson          | Postupující   |
| 7      | Karol Komenda        | „Behind Blue Eyes“ — Limp Bizkit            | Postupující   |
| 8      | Karolína Vrbová      | „Irreplaceable“ — Beyoncé                   | Nepostupující |
| 9      | Štefan Pčelár        | „Feeling Good“ — Muse                       | Postupující   |
| 10     | Virgínia Buberníková | „Video Games“ — Lana Del Rey                | Postupující   |
| 11     | Daniel Šmidák        | „Troublemaker“ — Olly Murs ft. Flo Rida     | Postupující   |
| 12     | Sabina Křováková     | „Who Knew“ — P!nk                           | Postupující   |
| 13     | Tereza Mandzáková    | „A Natural Woman“ — Aretha Franklin         | Postupující   |
| 14     | Mário Bendík         | „Billionaire“ — Travie McCoy ft. Bruno Mars | Nepostupující |
| 15     | Natálie Kubištová    | „Crazy“ — Gnarls Barkley                    | Postupující   |
| 16     | Adam Kukačka         | „Johnny B. Goode“ — Chuck Berry             | Postupující   |

## Finalisté
- Jaroslav Smejkal (7. května 1991, Turnov, Česko)
- Martin Šafařík (13. května 1991, Uničov, Česko)
- Kristína Debnárová (16. června 1995, Ružomberok, Slovensko)
- Veronika Stýblová (17. srpna 1994, Pardubice, Česko)
- Karol Komenda (Slovensko)
- Štefan Pčelár (4. února 1988, Nitra, Slovensko)
- Virgínia Buberníková (Česko)
- Daniel Šmidák (Česko)
- Sabina Křováková (24. ledna 1992, Děčín, Česko)
- Tereza Mandzáková (Humenné, Slovensko)
- Natálie Kubištová (15. července 1993, Netolice, Česko)
- Adam Kukačka (28. dubna 1997, Brno, Česko)

## Finále

### Top 12 – Hit Number One
První finálový večer se uskutečnil 24. března 2013 a soutěžící zde předvedli skladby, které se umístili na vrcholu hudebních žebříčků. Finalisté zde poprvé zazpívali jsou SuperStar hymnu „Při tobě stát,“ kterou dali dohromady Tomáš Zubák a hudebník z kapely Ewy Farne Lukáš Pavlík. V tomto finálovém kole vystoupila bývalá finalistka druhého ročníku SuperStar Gabriela Gunčíková se svojí novou skladbou „Černý anděl.“
| Pořadí | Soutěžící            | Skladba                                            | Rozhodnutí    |
| ------ | -------------------- | -------------------------------------------------- | ------------- |
| 1      | Tereza Mandzáková    | „A Moment Like This“ — Kelly Clarkson              | Postupující   |
| 2      | Adam Kukačka         | „Against All Odds“ — Phil Collins                  | Postupující   |
| 3      | Natálie Kubištová    | „Raise Your Glass“ — P!nk                          | Nepostupující |
| 4      | Karol Komenda        | „Are You Gonna Go My Way“ — Lenny Krawitz          | Postupující   |
| 5      | Virgínia Buberníková | „Empire State of Mind“ — Alicia Keys               | Postupující   |
| 6      | Sabina Křováková     | „Survivor“ — Die Happy, Destiny’s Child            | Postupující   |
| 7      | Martin Šafařík       | „Iris“ — Goo Goo Dolls                             | Postupující   |
| 8      | Jaroslav Smejkal     | „Light My Fire“ — Will Young                       | Postupující   |
| 9      | Kristína Debnárová   | „Run“ — Leona Lewis                                | Postupující   |
| 10     | Štefan Pčelár        | „Little Less Conversation“ — Elvis Presley ft. JXL | Postupující   |
| 11     | Daniel Šmidák        | „Hero“ — Enrique Iglesias                          | Postupující   |
| 12     | Veronika Stýblová    | „Titanium“ — David Guetta ft. Sia                  | Postupující   |

Skupinové vystoupení TOP 12: „Při tobě stát“ (hymna SuperStar)

### Top 11 – České a Slovenské hity
Druhý finálový večer se uskutečnil dne 31. března a soutěžící se představili s vybranými českými nebo slovenskými písněmi. Jako hosté vystoupili Miro Žbirka a Janek Ledecký.
| Pořadí | Soutěžící            | Skladba                                    | Rozhodnutí    |
| ------ | -------------------- | ------------------------------------------ | ------------- |
| 1      | Virgínia Buberníková | „Láska“ — Marcel Palonder                  | Postupující   |
| 2      | Jaroslav Smejkal     | „Obchodník s deštěm“ — Kryštof             | Postupující   |
| 3      | Kristína Debnárová   | „Pokoj v duši“ — Jana Kirschner            | Postupující   |
| 4      | Adam Kukačka         | „Na kolena“ — Ivan Hlas                    | Postupující   |
| 5      | Tereza Mandzáková    | „Búrka“ — Mária Čírová                     | Postupující   |
| 6      | Štefan Pčelár        | „Bozk“ — IMT Smile                         | Postupující   |
| 7      | Sabina Křováková     | „Sen“ — Lucie                              | Postupující   |
| 8      | Veronika Stýblová    | „Vokurky“ — Lucie Bílá                     | Postupující   |
| 9      | Daniel Šmidák        | „Som na tebe závislý“ — Desmod             | Postupující   |
| 10     | Karol Komenda        | „Cesta zakázanou rychlosťou“ — Miro Žbirka | Nepostupující |
| 11     | Martin Šafařík       | „Proklínám“ — Janek Ledecký                | Postupující   |

### Top 10 – Rockové balady
Třetí finálový večer se uskutečnil 7. dubna 2013 a soutěžící se představili s rockovými skladbami. V rozhodnutí vystoupil slovenský objev roku Peter Bič Project se svým hitem „Hey Now.“
| Pořadí | Soutěžící            | Skladba                                  | Rozhodnutí    |
| ------ | -------------------- | ---------------------------------------- | ------------- |
| 1      | Štefan Pčelár        | „Beat It“ — Fall Out Boy                 | Postupující   |
| 2      | Sabina Křováková     | „I Don't Wanna Miss A Thing“ — Aerosmith | Postupující   |
| 3      | Adam Kukačka         | „Rebel Yell“ — Billy Idol                | Postupující   |
| 4      | Virgínia Buberníková | „Enjoy the Silence“ — Linkin Park        | Postupující   |
| 5      | Martin Šafařík       | „Enter Sandman“ — Metallica              | Postupující   |
| 6      | Kristína Debnárová   | „Complicated“ — Avril Lavigne            | Postupující   |
| 7      | Jaroslav Smejkal     | „Sex On Fire“ — Kings of Leon            | Postupující   |
| 8      | Tereza Mandzáková    | „Fuckin Perfect“ — P!nk                  | Postupující   |
| 9      | Daniel Šmidák        | „Mama, I'm Coming Home“ — Ozzy Osbourne  | Nepostupující |
| 10     | Veronika Stýblová    | „Stay“ — Shakespears Sister              | Postupující   |

Skupinové vystoupení TOP 10: „Highway to Hell“ — AC DC

Skupinové vystoupení TOP 12: „Při tobě stát“ (hymna SuperStar)

### Top 9 – Filmové hity
Finále s tematikou filmových hitů a soundtracků mělo premiéru 14. dubna 2013. Speciální vystoupení předvedla porotkyně Ewa Farna. V medailoncích všech soutěžících před jejich vystoupením se objevila jejich rodina. V rozhodnutí soutěžící ve speciálním videu popřáli všechno nejlepší k narozeninám porotci Paľovi Haberovi.
| Pořadí | Soutěžící            | Skladba                                     | Rozhodnutí    |
| ------ | -------------------- | ------------------------------------------- | ------------- |
| 1      | Jaroslav Smejkal     | „Your Song“ — Elton John                    | Postupující   |
| 2      | Kristína Debnárová   | „It Must Have Been Love“ — Roxette          | Postupující   |
| 3      | Adam Kukačka         | „You Can Leave Your Hat On“ — Joe Cocker    | Postupující   |
| 4      | Tereza Mandzáková    | „Son of a Preacher Man“ — Dusty Springfield | Postupující   |
| 5      | Martin Šafařík       | „Hero“ — Nickelback                         | Postupující   |
| 6      | Virgínia Buberníková | „Perfect Day“ — Duran Duran                 | Nepostupující |
| 7      | Veronika Stýblová    | „Skyfall“ — Adele                           | Postupující   |
| 8      | Štefan Pčelár        | „Kiss From a Rose“ — Seal                   | Postupující   |
| 9      | Sabina Křováková     | „All By Myself“ — Céline Dion               | Postupující   |

Skupinové vystoupení TOP 9: „Thiller“ — Michael Jackson

### Top 8 – Legendární hity
V pořadí již páté finálové kolo mělo premiéru 21. dubna 2013. Soutěžící se v tomto finálovém kole předvedli s legendárními hity českých, slovenský, ale i zahraničních interpretů. Své speciální vystoupení předvedl český zpěvák Petr Janda. V rámci večera zazněly i skladby od skupin ABBA, kterou si připravila čtveřice finalistek, a Beatles, kterou si připravila čtveřice finalistů. Zazněla zde i společná píseň kompletní dvanáctky finalistů.
| Pořadí | Soutěžící          | Skladba                               | Rozhodnutí    |
| ------ | ------------------ | ------------------------------------- | ------------- |
| 1      | Adam Kukačka       | „Lady Carneval“ — Karel Gott          | Postupující   |
| 2      | Tereza Mandzáková  | „Angels“ — Robbie Williams            | Postupující   |
| 3      | Martin Šafařík     | „You Give Love A Bad Name“ — Bon Jovi | Postupující   |
| 4      | Kristína Debnárová | „Believe“ — Cher                      | Postupující   |
| 5      | Jaroslav Smejkal   | „Every Breath You Take“ — The Police  | Nepostupující |
| 6      | Sabina Křováková   | „The Show Must Go On“ — Queen         | Postupující   |
| 7      | Veronika Stýblová  | „Vyznanie“ — Marika Gombitová         | Postupující   |
| 8      | Štefan Pčelár      | „Wish You Were Here“ — Pink Floyd     | Postupující   |

Skupinové vystoupení dívek: „Mamma Mia“ — ABBA

Skupinové vystoupení chlapců: „She Loves You“ — The Beatles

Skupinové vystoupení TOP 12: „Při tobě stát“ (hymna SuperStar)

### Top 7 – Písně s věnováním
Šestý finálový večer probíhal 28. dubna 2013. Soutěžící zde předvedli poprvé dvě písně. V první polovině vystoupili soutěžící s písničkou, kterou věnovali někomu ze svých blízkých. V druhé polovině již normální píseň. Soutěžící se v průběhu týdne podívali domů a natočili medailonky, které poté byly odvysílané před vystoupením jednotlivých soutěžících.
| Pořadí | Soutěžící          | Skladba                             | Rozhodnutí    |
| ------ | ------------------ | ----------------------------------- | ------------- |
| 1      | Sabina Křováková   | „Don't Cry“ — Guns N Rosses         | Postupující   |
| 2      | Štefan Pčelár      | „Viva la Vida“ — Coldplay           | Postupující   |
| 3      | Kristína Debnárová | „Family Portrait“ — P!nk            | Nepostupující |
| 4      | Martin Šafařík     | „I'm Sexy And I Know It“ — LMFAO    | Postupující   |
| 5      | Tereza Mandzáková  | „Proud Mary“ — Tina Turner          | Postupující   |
| 6      | Adam Kukačka       | „The Show Must Go On“ — Gary Julese | Postupující   |
| 7      | Veronika Stýblová  | „Strong Enough“ — Cher              | Postupující   |
| 8      | Sabina Křováková   | „Fighter“ — Christina Aguilera      | Postupující   |
| 9      | Štefan Pčelár      | „Don't Stop Me Now“ — Queen         | Postupující   |
| 10     | Kristína Debnárová | „Nová“ — Dominika Mirgová           | Nepostupující |
| 11     | Martin Šafařík     | „Něco končí“ — Marek Ztracený       | Postupující   |
| 12     | Tereza Mandzáková  | „Valerie“ — Amy Winehouse           | Postupující   |
| 13     | Adam Kukačka       | „Jailhouse rock“ — Elvis Presley    | Postupující   |
| 14     | Veronika Stýblová  | „Listen“ — Beyonce                  | Postupující   |

### Top 6 – Zamilované písně
Premiéra sedmého finálového večera proběhla 5. května 2013. Soutěžící zazpívali tentokrát písně s tématy lásky a nenávisti. Každý soutěžící zazpíval písničku zahraniční, a poté českou nebo slovenskou. Celý večer se nesl ve vzpomínce na tragickou smrt bubeníka Milana Peroutka skupiny Olympic.
| Pořadí | Soutěžící         | Skladba                                              | Rozhodnutí    |
| ------ | ----------------- | ---------------------------------------------------- | ------------- |
| 1      | Veronika Stýblová | „Without You“ — Mariah Carey                         | Postupující   |
| 2      | Štefan Pčelár     | „Ak nie si moja“ — Vašo Patejdl                      | Postupující   |
| 3      | Sabina Křováková  | „The Way You Lie“ — Rihanna                          | Postupující   |
| 4      | Martin Šafařík    | „Dotkni se ohně“ — Lucie                             | Postupující   |
| 5      | Tereza Mandzáková | „The Power of Love“ — Gabrielle Aplin                | Nepostupující |
| 6      | Adam Kukačka      | „Jasná zpráva“ — Olympic                             | Postupující   |
| 7      | Veronika Stýblová | „Víš lásko“ — Iveta Bartošová                        | Postupující   |
| 8      | Štefan Pčelár     | „Wonderwall“ — Oasis                                 | Postupující   |
| 9      | Sabina Křováková  | „Už nejsem volná“ — Petra Janů                       | Postupující   |
| 10     | Martin Šafařík    | „What Goes Around… Comes Around“ — Justin Timberlake | Postupující   |
| 11     | Tereza Mandzáková | „Vráť mi tie hviezdy“ — Beáta Dubasová               | Nepostupující |
| 12     | Adam Kukačka      | „Everything I Do“ — Bryan Adams                      | Postupující   |

### Top 5 – Hity 90. let
Finále s poslední pětkou finalistů mělo premiéru 12. května 2013. Finálová pětice zazpívala ty největší hity devadesátých let. Soutěžícím přišla přímo na pódium podpora v podobě rodiny či přátel, kteří o daném soutěžícím povyprávěli.
| Pořadí | Soutěžící         | Skladba                                           | Rozhodnutí    |
| ------ | ----------------- | ------------------------------------------------- | ------------- |
| 1      | Sabina Křováková  | „What's Up“ — 4 Non Blondes                       | Postupující   |
| 2      | Martin Šafařík    | „Candle In The Wind“ — Elton John                 | Postupující   |
| 3      | Veronika Stýblová | „…Baby One More Time“ — Britney Spears            | Nepostupující |
| 4      | Štefan Pčelár     | „Easy“ — Faith No More                            | Postupující   |
| 5      | Adam Kukačka      | „(I Can't Help) Falling In Love With You“ — UB 40 | Postupující   |
| 6      | Sabina Křováková  | „Bitch“ — Meredith Brooks                         | Postupující   |
| 7      | Martin Šafařík    | „Bitter Sweet Symphony“ — The Verve               | Postupující   |
| 8      | Veronika Stýblová | „Nothing Compares 2 U“ — Sinead O'Connor          | Nepostupující |
| 9      | Štefan Pčelár     | „Strong“ — Robbie Williams                        | Postupující   |
| 10     | Adam Kukačka      | „Losing My Religion“ — R.E.M.                     | Postupující   |

Skupinové vystoupení TOP 5: „One“ — U2

Skupinové vystoupení TOP 12: „Při tobě stát“ (hymna SuperStar)

### Top 4 – Divácké songy a duety
Finálový večer se již pouze se čtyřmi finalisty měl premiéru 19. května 2013. Soutěžící zde zazpívali skladby, které jim vybrali diváci pomocí internetového hlasování. Další song jim byl přidělen od produkce. V tomto kole zazněly poprvé i duety.
| Pořadí | Soutěžící                 | Skladba                                                      | Rozhodnutí    |
| ------ | ------------------------- | ------------------------------------------------------------ | ------------- |
| 1      | Adam Kukačka              | „Pretty Woman“ — Roy Orbison                                 | Postupující   |
| 2      | Štefan Pčelár             | „Impossible“ — James Arthur                                  | Postupující   |
| 3      | Sabina Křováková          | „Cry Baby“ — Janis Joplin                                    | Postupující   |
| 4      | Martin Šafařík            | „Love Me Tender“ — Elvis Presley                             | Nepostupující |
| 5      | Adam Kukačka              | „She's So High“ — Kurt Nilsen                                | Postupující   |
| 6      | Štefan Pčelár             | „Hollywood Hills“ — Sunrise Avenue                           | Postupující   |
| 7      | Sabina Křováková          | „Rolling In The Deep“ — Adele                                | Postupující   |
| 8      | Martin Šafařík            | „In My Head“ — Jason Derulo                                  | Nepostupující |
| 9      | A. Kukačka & Š. Pčelár    | „Don't Let The Sun Go On Down“ — Elton John & George Michael | ——            |
| 10     | S. Křováková & M. Šafařík | „Stay“ — Rihanna & Mikky Ekko                                | ——            |

Skupinové vystoupení TOP 12: „Při tobě stát“ (hymna SuperStar)

### Top 3 – Letní hity
Předposlední finálové kolo se odehrálo 26. května 2013 a zbylí tři soutěžící v něm odzpívali letní hity, které jim vybrala produkce soutěže. Každý odzpíval tři písně a jednu společnou – Summer Loving z muzikálu Pomáda. V rozhodnutí vystoupil jako host Richard Müller spolu se skupinou Fragille.
| Pořadí | Soutěžící        | Skladba                                     | Rozhodnutí    |
| ------ | ---------------- | ------------------------------------------- | ------------- |
| 1      | Adam Kukačka     | „Summer Of 69“ — Bryan Adams                | Nepostupující |
| 2      | Štefan Pčelár    | „Balada“ — Gusttavo Lima                    | Postupující   |
| 3      | Sabina Křováková | „Summer Son“ — Texas                        | Postupující   |
| 4      | Adam Kukačka     | „Lazy Song“ — Bruno Mars                    | Nepostupující |
| 5      | Štefan Pčelár    | „Can't Take My Eyes Off You“ — James Arthur | Postupující   |
| 6      | Sabina Křováková | „California Girls“ — Katy Perry             | Postupující   |
| 7      | Adam Kukačka     | „Summer In The City“ — Joe Cocker           | Nepostupující |
| 8      | Štefan Pčelár    | „Somewhere In The Rainbow“ — Izrael         | Postupující   |
| 9      | Sabina Křováková | „So What“ — P!nk                            | Postupující   |

Skupinové vystoupení TOP 3: „Summer Loving“ — Olivia Newton John & John Travolta (Pomáda)

Skupinové vystoupení TOP 12: „Při tobě stát“ (hymna SuperStar)

### Top 2 – Volba poroty / Volba produkce / Vlastní volba / Best of SuperStar
Grandfinále se odehrálo 2. června 2013, kde se o titul SuperStar utkali Sabina Křováková a Štefan Pčelár. Každý z nich zazpíval 4 sólové písně a 1 společný duet. Jednu píseň si soutěžící vybírali sami, jako další zazpívali jejich dosavadní nejlepší výkony v soutěži, třetí jim vybrala porota a poslední produkce. Rozhodnutí bylo také obohaceno vystoupením hned 3 speciálních hostů. Původně měla vystoupit s novou písničkou i porotkyně Ewa Farna, která nakonec kvůli onemocnění nevystoupila. V průběhu finále byla zrekapitulována celá řada SuperStar, kde se ukázala cesta z castingu, divadla, dlouhé cesty, a pak i rekapitulace každého z finalistů. Titul SuperStar získala Sabina Křováková.
| Pořadí | Soutěžící                | Skladba                                       | Rozhodnutí  |
| ------ | ------------------------ | --------------------------------------------- | ----------- |
| 1      | Štefan Pčelár            | „Paradise“ — Coldplay                         | Druhé místo |
| 2      | Sabina Křováková         | „One Of Us“ — Joan Osbourne                   | Vítězka     |
| 3      | Štefan Pčelár            | „Set Fire To The Rain“ — Adele                | Druhé místo |
| 4      | Sabina Křováková         | „Still Loving You“ — Scorpions                | Vítězka     |
| 5      | Štefan Pčelár            | „Dance With Somebody“ — Mando Diao            | Druhé místo |
| 6      | Sabina Křováková         | „La La“ — Ashlee Simpson                      | Vítězka     |
| 7      | Štefan Pčelár            | „Impossible“ — James Arthur                   | Druhé místo |
| 8      | Sabina Křováková         | „Cry Baby“ — Janis Joplin                     | Vítězka     |
| 9      | S. Křováková & Š. Pčelár | „Just Give Me A Reason“ — P!nk ft. Nate Ruess | ——          |

Skupinové vystoupení TOP 12: „Při tobě stát“ (hymna SuperStar)

## Přehled výsledků
| Dívky | Muži | Top 16 | Top 12 | Vítěz |

| Postup | Vypadl/a |

| Stage:   | Stage:               | Semifinále | Finále   | Finále   | Finále   | Finále   | Finále   | Finále   | Finále   | Finále   | Finále   | Finále   | Finále   | Finále   |          |  |  |  |  |  |  |  |
| Týden:   | Týden:               | 17/3       | 24/3     | 31/3     | 7/4      | 14/4     | 21/4     | 28/4     | 5/5      | 12/5     | 19/5     | 26/5     | 2/6      |          |          |  |  |  |  |  |  |  |
| Umístění | Soutěžící            | Výsledky   | Výsledky | Výsledky | Výsledky | Výsledky | Výsledky | Výsledky | Výsledky | Výsledky | Výsledky | Výsledky | Výsledky | Výsledky | Výsledky |  |  |  |  |  |  |  |
| 1        | Sabina Křováková     |            |          |          |          |          |          |          |          |          |          |          | Vítěz    |          |          |  |  |  |  |  |  |  |
| 2        | Štefan Pčelár        |            |          |          |          |          |          |          |          |          |          |          | Druhý    |          |          |  |  |  |  |  |  |  |
| 3        | Adam Kukačka         |            |          |          |          |          |          |          |          |          |          | Vypadl   |          |          |          |  |  |  |  |  |  |  |
| 4        | Martin Šafařík       |            |          |          |          |          |          |          |          |          | Vypadl   |          |          |          |          |  |  |  |  |  |  |  |
| 5        | Veronika Stýblová    |            |          |          |          |          |          |          |          | Vypadla  |          |          |          |          |          |  |  |  |  |  |  |  |
| 6        | Tereza Mandzáková    |            |          |          |          |          |          |          | Vypadla  |          |          |          |          |          |          |  |  |  |  |  |  |  |
| 7        | Kristína Debnárová   |            |          |          |          |          |          | Vypadla  |          |          |          |          |          |          |          |  |  |  |  |  |  |  |
| 8        | Jaroslav Smejkal     |            |          |          |          |          | Vypadl   |          |          |          |          |          |          |          |          |  |  |  |  |  |  |  |
| 9        | Virgínia Buberníková |            |          |          |          | Vypadla  |          |          |          |          |          |          |          |          |          |  |  |  |  |  |  |  |
| 10       | Daniel Šmidák        |            |          |          | Vypadl   |          |          |          |          |          |          |          |          |          |          |  |  |  |  |  |  |  |
| 11       | Karol Komenda        |            |          | Vypadl   |          |          |          |          |          |          |          |          |          |          |          |  |  |  |  |  |  |  |
| 12       | Natálie Kubištová    |            | Vypadla  |          |          |          |          |          |          |          |          |          |          |          |          |  |  |  |  |  |  |  |
| 13–16    | Karolína Vrbová      | Vypadli    |          |          |          |          |          |          |          |          |          |          |          |          |          |  |  |  |  |  |  |  |
| 13–16    | Mário Bendík         | Vypadli    |          |          |          |          |          |          |          |          |          |          |          |          |          |  |  |  |  |  |  |  |
| 13–16    | Ladislava Maníčková  | Vypadli    |          |          |          |          |          |          |          |          |          |          |          |          |          |  |  |  |  |  |  |  |
| 13–16    | Jan Zamec            | Vypadli    |          |          |          |          |          |          |          |          |          |          |          |          |          |  |  |  |  |  |  |  |

## Speciální vystoupení v rozhodnutí
| Týden  | Vystupující                 | Skladba                     |
| ------ | --------------------------- | --------------------------- |
| Top 12 | Gabriela Gunčíková          | „Černý anděl“               |
| Top 11 | Miro Žbirka ft. Ollie Torr  | „Slávou opitý“ (remix)      |
| Top 11 | Janek Ledecký               | „Všechno bude fajn“         |
| Top 10 | Peter Bič Project           | „Hey Now“                   |
| Top 9  | Ewa Farna                   | „I Will Always Love You“    |
| Top 8  | Petr Janda                  | „Dej mi víc své lásky“      |
| Top 7  | Martin Harich               | „Čakám, čo sa stane“        |
| Top 6  | Michal David                | „Vůně ženy“                 |
| Top 5  | Ben Cristovao               | „Tělo“ / „Bomby“ / „Úžasná“ |
| Top 4  | Michal Šeps                 | „On přijde“                 |
| Top 3  | Richard Müller ft. Fragille | „Po schodoch“               |
| Finále | Celeste Buckingham          | „Run Run Run“               |
| Finále | Helena Vondráčková          | „Call Me“                   |
| Finále | Jaroslav Smejkal            | „Nevermind“                 |

## Sledovanost
| #  | Epizoda                         | Datum premiéry  | Sledovanost Česko (15+) | Sledovanost Slovensko (12+) |
| -- | ------------------------------- | --------------- | ----------------------- | --------------------------- |
| 1  | Castingy                        | 10. února 2013  | 1 002 000               | 859 000                     |
| 2  | Castingy                        | 17. února 2013  | 867 000                 | 754 000                     |
| 3  | Castingy                        | 24. února 2013  | 810 000                 | 759 000                     |
| 4  | Divadlo                         | 3. března 2013  | 837 000                 | 728 000                     |
| 5  | Divadlo a Dlouhá cesta          | 10. března 2013 | 890 000                 | 674 000                     |
| 6  | Semifinále                      | 17. března 2013 | 881 000                 | 672 000                     |
| 7  | Semifinále Rozhodnutí           | 17. března 2013 | 571 000                 | —                           |
| 8  | TOP 12 – Hit Number One         | 24. března 2013 | 816 000                 | —                           |
| 9  | TOP 12 – Rozhodnutí             | 24. března 2013 | 559 000                 | —                           |
| 10 | TOP 11 – Česko a Slovenské hity | 31. března 2013 | 775 000                 | 280 000                     |
| 11 | TOP 11 – Rozhodnutí             | 31. března 2013 | 618 000                 | —                           |
| 12 | TOP 10 – Rockové balady         | 7. dubna 2013   | 727 000                 | 520 000                     |
| 13 | TOP 10 – Rozhodnutí             | 7. dubna 2013   | 617 000                 | —                           |
| 14 | TOP 9 – Filmové hity            | 14. dubna 2013  | 725 000                 | 356 000                     |
| 15 | TOP 9 – Rozhodnutí              | 14. dubna 2013  | 647 000                 | —                           |
| 16 | TOP 8 – Legendární hity         | 21. dubna 2013  | 645 000                 | 558 000                     |
| 17 | TOP 8 – Rozhodnutí              | 21. dubna 2013  | 548 000                 | —                           |
| 18 | TOP 7 – Písně s věnováním       | 28. dubna 2013  | 663 000                 | 355 000                     |
| 19 | TOP 7 – Rozhodnutí              | 28. dubna 2013  | —                       | —                           |
| 20 | TOP 6 – Zamilované písně        | 5. května 2013  | 791 000                 | —                           |
| 21 | TOP 6 – Rozhodnutí              | 5. května 2013  | 702 000                 | —                           |
| 22 | TOP 5 – Hity 90. let            | 12. května 2013 | 684 000                 | 433 000                     |
| 23 | TOP 5 – Rozhodnutí              | 12. května 2013 | 658 000                 | —                           |
| 24 | TOP 4 – Divácké songy a duety   | 19. května 2013 | 635 000                 | —                           |
| 25 | TOP 4 – Rozhodnutí              | 19. května 2013 | 572 000                 | —                           |
| 26 | TOP 3 – Letní hity              | 26. května 2013 | 839 000                 | —                           |
| 27 | TOP 3 – Rozhodnutí              | 26. května 2013 | 744 000                 | —                           |
| 28 | GrandFinále                     | 2. června 2013  | 862 000                 | 637 000                     |